# Gartempe (folyó)
A Gartempe folyó Franciaország nyugati részén, Centre-Val de Loire és Új-Aquitania régióban. A Creuse bal oldali mellékfolyója.

## Ismertetése

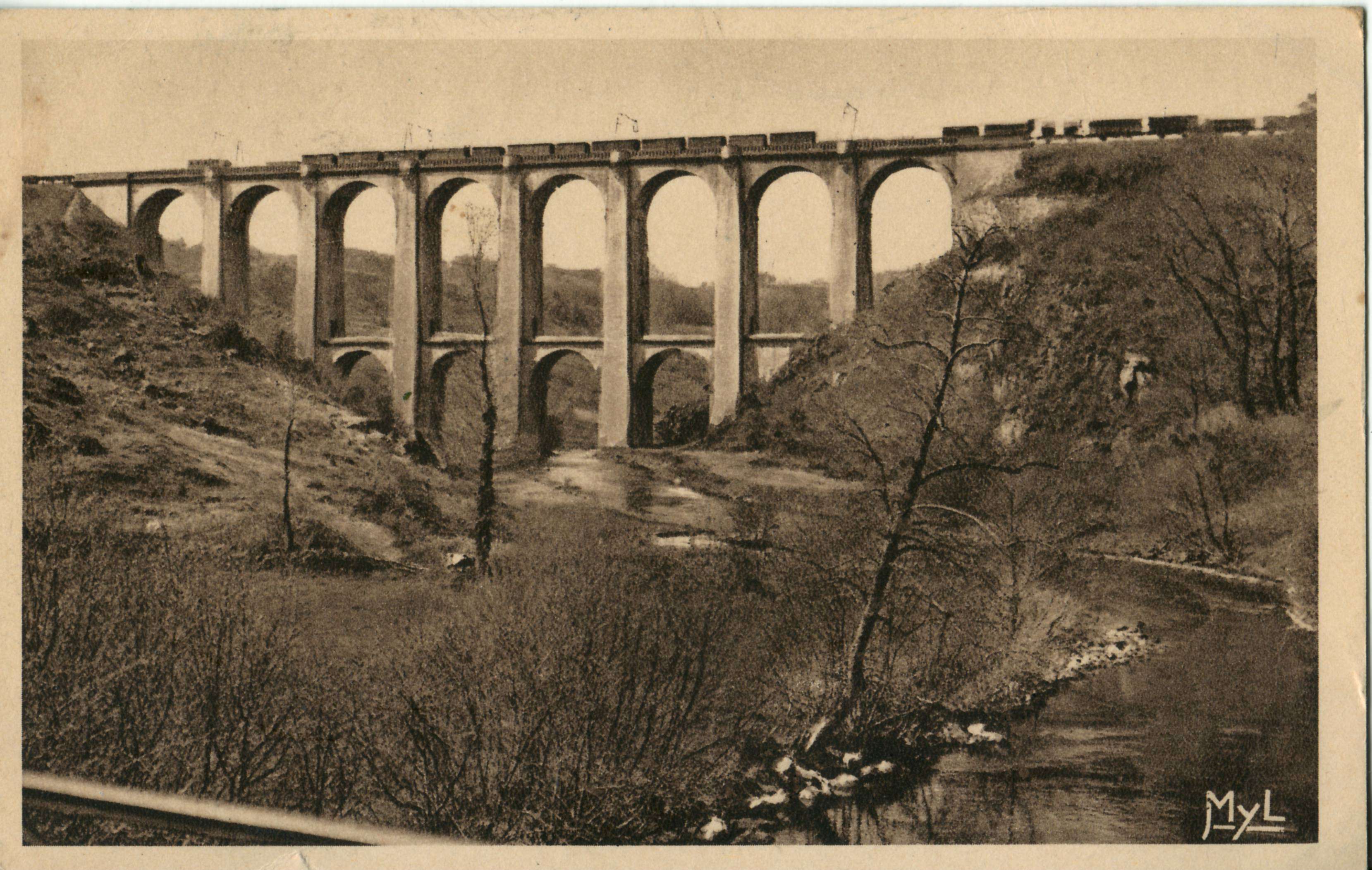
A Rocherolles viadukt (képeslap)

A Gartempe Creuse, Haute-Vienne, Vienne megyében folyik, és kisebb szakasza Indre és Indre-et-Loire megyéket is érinti. A Creuse megyei Peyrabout-nál ered és nyugat felé halad, majd egy nagy kanyarulat után észak felé folyik tovább. Vienne megyében, La Roche-Posay-nál ömlik a Loire folyórendszeréhez tartozó Creuse-be.
Bessines-sur-Gartempe mellett vezet át a Gartempe-on az észak-déli irányú A20-as (Occitane nevű) autópálya. Bessines-től néhány kilométerre északkeletre ível át a folyó völgyén az észak-déli irányú vasútvonal Rocherolles viaduktja (Viaduc de Rocherolles). A kétszintes, 12 nyílású, 54,6 m magas és 187 m hosszú viaduktot 1852–1854 között építették, 1935-ben villamosították.
A folyó mentén fekvő jelentősebb város Montmorillon, Vienne megyei alprefektúra.